# Mesodermo paraxial

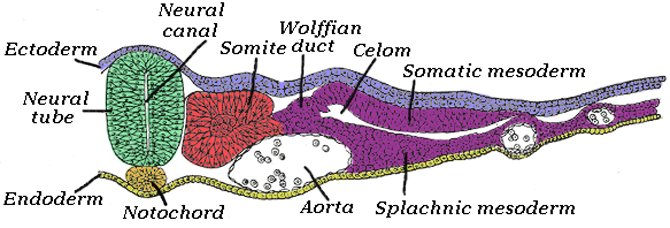
Sección transversal de un embrión de pollito de cuarenta y cinco horas de incubación.* Cordamesodermo: amarillo, en la notocorda.
- Mesodermo paraxial: rojo, en el somito.
- Mesodermo intermedio: púrpura, cerca del conducto de Wolff.
- Mesodermo de la placa lateral: púrpura, cerca del "mesodermo somático" y del "mesodermo esplácnico".

El mesodermo paraxial es una de las tres partes de la capa germinativa media en el embrión. Se encuentra ensanchado, grueso, respecto al demás mesodermo, y junto a él está el mesodermo intermedio, que es seguido por el lateral.
Hacia el comienzo de la tercera semana el mesodermo paraxial está organizado en segmentos. Estos segmentos, o somitómeras, aparecen en orden cefálico a caudal. En la región cefálica los somitómeras se asocian con la placa neural formando los neurómeras, dando origen a la mayor parte del mesénquima cefálico. A partir de la región occipital, los somitómeras se organizan en somitas, que ulteriormente se diferenciaran en 3 capas, en dermotoma, esclerotoma y miotoma, que más adelante formaran, la dermis de la piel, cartílago y huesos y músculos respectivamente.
- Datos: Q3816207